# Fashions for Women
Fashions for Women is een Amerikaanse dramafilm uit 1927 onder regie van Dorothy Arzner. Destijds werd de film in Nederland uitgebracht onder de titel Kermis der ijdelheid. De film is wellicht zoekgeraakt.

## Verhaal
Céleste de Givray staat algemeen bekend als de mooiste mannequin van Parijs. Haar impresario Sam Dupont bedenkt een stunt om de aandacht van het publiek op haar te vestigen. Hij wil dat ze plastische chirurgie ondergaat om haar dan tijdens een modeshow voor te stellen als een nieuw gezicht. Door onvoorziene omstandigheden wordt hij gedwongen om een dubbelgangster in te huren.

## Rolverdeling
| Acteur           | Personage                       |
| ---------------- | ------------------------------- |
| Esther Ralston   | Céleste de Givray / Lola Dauvry |
| Raymond Hatton   | Sam Dupont                      |
| Einar Hanson     | Raoul de Bercy                  |
| Edward Martindel | Hertog van Arles                |
| William Orlamond | Roue                            |
| Agostino Borgato | Mijnheer Alard                  |
| Edward Faust     | Mijnheer Pettibon               |
| Yvonne Howell    | Mimi                            |
| Maude Wayne      | Meisje                          |
| Charles Darvas   | Restauranthouder                |